# Zena Rommett
Zena Rommett, pseudonimo di Angelina Buttignol (Orsago, 19 maggio 1920 – New York, 10 novembre 2010), è stata una ballerina e maestra di balletto statunitense, ideatrice della tecnica di balletto Floor-Barre.

## Biografia
Zena Rommett nacque Angelina Buttignol il 19 maggio 1920 a Orsago, regione Veneto, Italia ed emigrò in America con sua madre nel 1925. Il padre di Zena, Antonio, era emigrato in America due anni prima. La famiglia si stabilì insieme a Elmsford, New York. La Rommett studiò danza classica con i principali insegnanti di danza a New York, tra cui Anatole Vilzak, Chester Hale, Ludmilla Schollar ed Elisabeth Anderson-Ivantzova.

### Carriera nella danza professionistica
Zena Rommett iniziò la sua carriera professionale come membro di un trio di danza adagio. Si esibì con gli U.S.O. (United Service Organizations) durante la seconda guerra mondiale. Debuttò a Broadway nel dicembre del 1944 nel cast originale di "Seven Lively Arts" di Billy Rose con importanti numeri di balletto coreografati da Anton Dolin. Ballò nei musical di Broadway "Song of Norway", coreografato da George Balanchine e "Paint Your Wagon", coreografato da Agnes de Mille. Le aspirazioni di Zena si trasformarono presto in pedagogia e fu invitata da Robert Joffrey a insegnare al suo American Ballet Center di New York nel 1965. La sua esperienza di insegnamento combinata e l'esperienza nella danza professionale la ispirarono a creare il suo metodo Floor-Barre unico per l'allenamento e la riabilitazione di ballerini.

### Scuola di danza
Nel 1968 la Zena Rommett Dance Association, alias Zena Rommett Floor-Barre Foundation, fu fondata da Rommett e dai membri del consiglio fondatore Robert Joffrey e Howard Squadron e la Rommett fondò una propria scuola che si trovava nella 70 West Third Street, a New York City. La scuola diventò il laboratorio della Rommett per lo sviluppo del Floor-Barre, in quanto aiutava gli artisti di balletto, di danza moderna, di jazz e di teatro musicale a superare gli infortuni e sviluppare e perfezionare la loro tecnica. La Rommett scoprì che lavorare con le gambe in posizione parallela era un modo efficace per allenare e correggere il posizionamento di una ballerina. La Rommett spiegò che "un giorno per sperimentare ho fatto mettere gli studenti in parallelo, poi ho scoperto il bellissimo segreto della mia tecnica, lavorando parallelamente, ho potuto correggere l'allineamento del corpo per un perfetto in fuori (en dehors). Più tardi la Rommett disse che "quando si lavora in parallelo sul pavimento, il collegamento della caviglia al ginocchio e all'anca è così corretto che la gamba rimane allineata quando girate in fuori di nuovo", avvertendo che "deve essere fatto meticolosamente per essere efficace."

### Tecnica Floor-Barre
La Rommett concepì e sviluppò la sua tecnica portando i ballerini lontano da una sbarra di balletto tradizionale e sul pavimento per fare i loro esercizi di allenamento di danza. Sforzandosi di distinguersi dalla solita formula, la tecnica della Rommett tolse la pressione portante dalle caviglie, dalle ginocchia e dai fianchi. L'applicazione di Rommett degli esercizi di sbarra di balletto eseguiti usando il pavimento come fonte di supporto divenne nota come Floor-Barre, il primo approccio del suo genere. Il Floor-Barre consente al professionista di rafforzare efficacemente articolazioni e muscoli, correggere l'allineamento, rilasciare le tensioni e prevenire e riabilitare le lesioni. Conosciuta per la sua "voce paziente, persuasiva e calma", i silenziosi movimenti diretti di Rommett creano un flusso ritmico che ferma e focalizza la mente e centra il corpo. Questa tecnica facilita lo sviluppo di linee belle, transizione fluida e fluidità del movimento. "Quello che faccio", disse la Rommett, "è definire, affinare e mettere a punto i movimenti in modo che possano essere eseguiti in modo più corretto e semplice: i muscoli si allungano e si rafforzano e l'energia non viene dissipata ma diretta. Tutto questo deriva dalle basi insegnate in maniera pura." Rommett e sua figlia, Camille Rommett, iniziarono a offrire corsi annuali di certificazione degli insegnanti nel 1998 e oggi la sua tecnica Floor-Barre continua in tutto il mondo per merito di insegnanti devoti che sono stati certificati per insegnare la tecnica Rommett. Nel 2006 il Floor-Barre divenne un marchio registrato. Camille Rommett continua il lavoro della Rommett come direttore esecutivo della Zena Rommett Floor-Barre Foundation e organizza due corsi di certificazione Floor-Barre ogni estate in Europa e a New York.

### Studenti importanti
Lo stile di insegnamento della Rommett attirò studenti da tutto il mondo. I suoi studenti erano ballerini, artisti di teatro musicale, atleti e non ballerini. Alcuni studenti degni di nota di Zena Rommett sono stati Melissa Hayden, Tommy Tune, Patrick Swayze, Judith Jamison, Lar Lubovitch, John Curry e Ulysses Dove. La signora Hayden e la signora Jamison hanno dichiarato che il Floor-Barre della Rommett è stato fondamentale per la loro riabilitazione in seguito a gravi ferite.

### Vita privata
La Rommett era sposata con l'artista Alexis Nicoli Romanovich. Ebbero due figlie, Melissa Romanovich e Camille Rommett Mouquinho. Il marito di Zena morì nel 1968. Robert Joffrey diede a Zena il cognome Rommett nel 1965. Anche alcuni altri membri della famiglia hanno adottato il cognome Rommett.

### Gli ultimi anni
Fino a tre mesi prima della sua morte, la Rommett tenne cosi di Floor Barre allo Steps Studio di New York. Morì di cancro il 10 novembre 2010, all'età di 90 anni.